# Acronema
Genre
Acronema est un genre de plantes à fleurs de la famille des Apiaceae.

## Liste d'espèces
Selon BioLib (24 juin 2018) et The Plant List (24 juin 2018) :
- Acronema acronemifolium (C.B.Clarke) H.Wolff
- Acronema alpinum S.L.Liou & R.H.Shan
- Acronema astrantiifolium H.Wolff
- Acronema bellum (C.B.Clarke) P.K.Mukh.
- Acronema brevipedicellatum Z.H.Pan & M.F.Watson
- Acronema bryophilum Farille & Lachard
- Acronema chienii R.H.Shan
- Acronema chinense H.Wolff
- Acronema commutatum H.Wolff
- Acronema cryptosciadeum Farille & Lachard
- Acronema dyssimetriradiata Farille & S.B.Malla
- Acronema edosmioides (H.Boissieu) Pimenov & Kljuykov
- Acronema evolutum (C.B.Clarke) H.Wolff
- Acronema forrestii H.Wolff
- Acronema gracile S.L.Liou & R.H.Shan
- Acronema graminifolium (W.W.Sm.) S.L.Liou & R.H.Shan
- Acronema handelii H.Wolff
- Acronema hookeri (C.B.Clarke) H.Wolff
- Acronema ioniostyles Farille & Lachard
- Acronema johrianum Babu
- Acronema minus (M.F.Watson) M.F.Watson & Z.H.Pan
- Acronema mukherjeeanum Farille & Lachard
- Acronema muscicola (Hand.-Mazz.) Hand.-Mazz.
- Acronema nervosum H.Wolff
- Acronema paniculatum (Franch.) H.Wolff
- Acronema phaeosciadeum Farille & Lachard
- Acronema pilosum C.Norman
- Acronema pneumatophobium Farille & Lachard
- Acronema pseudotenera P.K.Mukh.
- Acronema radiatum (W.W.Sm.) H.Wolff
- Acronema refugicola Farille & Lachard
- Acronema rivale C.Norman
- Acronema schneideri H.Wolff
- Acronema sichuanense S.L.Liou & R.H.Shan
- Acronema tenerum (DC.) Edgew.
- Acronema wolffiana Fedde ex H. Wolff
- Acronema xizangense S.L.Liou & R.H.Shan
- Acronema yadongense S.L.Liou

Selon Catalogue of Life (24 juin 2018) :
- Acronema alpinum S.L. Liou & Shan
- Acronema astrantiifolium H. Wolff
- Acronema brevipedicellatum Z. H. Pan & M.F.Watson
- Acronema bryophilum Farille & Lachard
- Acronema chienii Shan
- Acronema chinense H. Wolff
- Acronema commutatum H. Wolff
- Acronema crassifolium Huan C.Wang, X.M.Zhou & Y.H.Wang
- Acronema cryptosciadeum Farille & Lachard
- Acronema dyssimetriradiata M.A. Farille & S.B. Malla
- Acronema evolutum (C. B. Cl.) H. Wolff
- Acronema forrestii H. Wolff
- Acronema gracile S.L. Liou & Shan
- Acronema graminifolium (W.W. Sm.) S.L. Liou & Shan
- Acronema handelii H. Wolff
- Acronema hookeri (C. B. Cl.) H. Wolff
- Acronema ioniostyles Farille & Lachard
- Acronema johrianum Babu
- Acronema minus (M.F.Watson) M.F.Watson & Z. H. Pan
- Acronema mukherjeeanum Farille & Lachard
- Acronema muscicola (Hand.-Mazz.) Hand.-Mazz.
- Acronema nervosum H. Wolff
- Acronema paniculatum (Franch.) H. Wolff
- Acronema phaeosciadeum Farille & Lachard
- Acronema pilosum C. Norman
- Acronema pneumatophobium Farille & Lachard
- Acronema pseudotenerum P.K. Mukherjee
- Acronema refugicola Farille & Lachard
- Acronema rivale C. Norman
- Acronema schneideri H. Wolff
- Acronema sichuanense S.L. Liou & Shan
- Acronema tenerum (DC.) Edgew.
- Acronema xizangense S.L. Liou & Shan
- Acronema yadongense S.L. Liou

Selon Tropicos (24 juin 2018) (Attention liste brute contenant possiblement des synonymes) :
- Acronema acronemifolium H. Wolff
- Acronema alpinum S.L. Liou & R.H. Shan
- Acronema astrantiifolium H. Wolff
- Acronema bellum P.K.Mukh.
- Acronema brevipedicellatum Z.H. Pan & M.F. Watson
- Acronema bryophilum Farille & Lachard
- Acronema chienii R.H. Shan
- Acronema chinense H. Wolff
- Acronema commutatum H. Wolff
- Acronema cryptosciadeum Farille & Lachard
- Acronema dyssimetriradiata Farille & S.B. Malla
- Acronema edosmioides (H. Boissieu) Pimenov & Kljuykov
- Acronema evolutum H. Wolff
- Acronema forrestii H. Wolff
- Acronema gracile S.L. Liou & R.H. Shan
- Acronema handelii H. Wolff
- Acronema hookeri (C.B. Clarke) H. Wolff
- Acronema ioniostyles Farille & Lachard
- Acronema johrianum Babu
- Acronema minus (M.F. Watson) M.F. Watson
- Acronema mukherjeeanum Farille & Lachard
- Acronema muscicola (Hand.-Mazz.) Hand.-Mazz.
- Acronema nervosum H. Wolff
- Acronema paniculatum (Franch.) H. Wolff
- Acronema phaeosciadeum Farille & Lachard
- Acronema pilosum C. Norman
- Acronema pneumatophobium Farille & Lachard
- Acronema pseudotenera P.K.Mukh.
- Acronema radiatum (W.W. Sm.) H. Wolff
- Acronema refugicola Farille & Lachard
- Acronema rivale C. Norman
- Acronema schneideri H. Wolff
- Acronema sichuanense S.L. Liou & R.H. Shan
- Acronema sikkimensis Mukherjee, Pronob Kumar
- Acronema tenerum (DC.) Edgew.
- Acronema wolffiana Fedde ex H. Wolff
- Acronema wolffianum Fedde ex H. Wolff
- Acronema xizangense S.L. Liou & R.H. Shan
- Acronema yadongense S.L. Liou